# 舒尔特斯狸藻
舒尔特斯狸藻（學名：Utricularia schultesii）为狸藻属多年生小型陆生食虫植物。其种加词“schultesii”来源于植物采集者舒尔特斯（Schultes）。舒尔特斯狸藻为南美洲的特有种，仅发现于哥伦比亚和委内瑞拉。1964年，阿尔瓦罗·费尔南德斯-佩雷斯（Alvaro Fernández-Pérez）最先发表了舒尔特斯狸藻的描述。

## 外部連結
- 食虫植物照片搜寻引擎中舒尔特斯狸藻的照片 （页面存档备份，存于）

 维基共享资源上的相關多媒體資源：舒尔特斯狸藻
 維基物種上的相關：舒尔特斯狸藻